# Beate Salen
Beate Salen (...) è una sciatrice tedesca paralimpica, che ha rappresentato la Germania nello sci alpino ai Giochi paralimpici invernali del 1994 in Norvegia, vincendo in totale tre medaglie, di cui una medaglia d'argento e due medaglie di bronzo.

## Carriera
A Lillehammer 1994, Salen si è classificata al 2º posto nel supergigante LW2 con un tempo di 1:18.88. Al 1º posto Sarah Billmeier che ha concluso la gara in 1:18.36 e al 3º posto Adrienne Rivera in 1:19.34.
Nella stessa competizione, Salen ha vinto due medaglie di bronzo: nello slalom speciale in 1:33.91 (oro per l'atleta austriaca Helga Erhart in 1:31.15 e argento per la statunitense Sarah Billmeier in 1:33.22) e discesa libera in 1:22.60 (al 1º posto Sarah Billmeier con un tempo di 1:17.77 e al 2º posto Helga Erhart con 1:20.60).
Tutte le gare si sono svolte nella categoria LW2.

## Palmarès

### Paralimpiadi
- 3 medaglie:
  - 1 argento (supergigante LW2 a Lillehammer 1994)
  - 2 bronzi (slalom speciale LW2 e discesa libera LW2 a Lillehammer 1994)